# Friedrich Reiß (Politiker, 1864)
Friedrich Reiß (* 18. März 1864 in Prag; † 14. November 1934 in Oberwart) war ein österreichischer Politiker (CS), Redakteur und Druckereibesitzer. Reiß war verheiratet und von 1923 bis 1927 Abgeordneter zum Burgenländischen Landtag. 
Reiß wurde als Sohn von Elias Reiß aus Prag geboren und besuchte die Kavalleriekadettenschule in Mährisch Weißkirchen. Danach absolvierte er seinen Militärdienst in Kőszeg beim Husaren-Regiment Nr. 9 und war danach in leitender Stellung in der ungarischen Mühlenindustrie beschäftigt. Reiß, der ursprünglich jüdischen Glaubens war, jedoch später zur evangelischen Kirche A.B., konvertierte übersiedelte schließlich nach Oberwart, wo er 1911 die Druckerei L. Schodisch übernahm. Er war in der Folge Eigentümer und Herausgeber der Oberwarter-Sonntagszeitung und wurde 1926 zum Kommerzialrat ernannt. Zudem vertrat Reiß die Christlichsoziale Partei vom 13. November 1923 bis zum 20. Mai 1927 im Burgenländischen Landtag. 
Reiß gab auch das einzige Amtsblatt von Lajtabánság heraus und war der Vermieter des  Diktators Pál Prónay während dessen Aufenthalts in der Region. Er bezeichnete die Ausrufung dieser Diktatur als welthistorisches Ereignis, obwohl das Vorhaben zum Scheitern verurteilt war und ihm die von Prónay angeordneten Pogrome gegen Juden bekannt sein mussten. 